# Nodaltide
Die Nodaltide ist eine astronomische Tide, die mit einer Periode von 18,613 Jahren auftritt und über die Periode die Wasserstände weltweit beeinflusst. Sie entsteht durch die sich verändernde Deklination der Mondbahn, die, von der Erde aus beobachtet, innerhalb der Periode von 18,613 Jahren einmal zwischen 28°35' und 18°19' (23°27' ± 5°8') schwingt. Diese Veränderung entsteht durch die Drehung des Systems aus Erde, Mond und Sonne um den gemeinsamen Schwerpunkt.
Der Einfluss der Nodaltide liegt in der Deutschen Bucht bei 2 bis 4 Prozent des Tidehubs und hat damit als einzige Tide mit einer Periode > 1 Jahr einen nachweisbaren Einfluss auf das Tidegeschehen. Für die Tide an der Küste Helgolands bedeutet das eine Veränderung des Tidehubs von ca. 6 cm. Etwa im Jahr 2005 erreichte die nodalbedingte Tide ein Minimum. Bis zum Jahr 2015 wuchs deshalb der Tidehub wieder an. Die stärkste Ausprägung der Nodaltide ist an den Polen zu beobachten.